# Choi Chun-ki
Choi Chun-ki (* 4. Januar 1988) ist ein südkoreanischer Biathlet.
Choi hatte seine ersten internationalen Einsätze 2004 im Rahmen des Europacups in Gurnigel, wo er bei seinen ersten Rennen, Sprint und Verfolgung, 21. und 22. wurde und damit sogleich Punkte gewann. Dabei profitierte er von vergleichsweise wenigen Startern. Es blieben die besten Resultate in der Rennserie, in der er auch in der Folgesaison und 2013 mehrfach Rennen bestritt. Zwischen 2005 und 2012 bestritt er keine internationalen Rennen. Bei den Sommerbiathlon-Weltmeisterschaften 2014 wurde Choi 39. des Sprints und 38. des Verfolgungsrennens.